# Le Rubis du Caire

Le Rubis du Caire (Ruby Cairo ou Deception) est un film américain réalisé en 1992[réf. nécessaire] par Graeme Clifford et sorti la même année.

## Synopsis
Johnny, le mari de Bessie Faro, meurt dans un accident d'avion au Mexique. Se rendant sur les lieux, Bessie inspecte le bureau d'aéroport, constate que les compte de l'entreprise du mari sont dans le rouge, et trouve collé sous un bureau un paquet de cartes de baseball qui ont été marquées par Johnny. Reconnaissant son système de marquage des bulletins de paris, elle décode les cartes et se rend compte qu'ils indiquent des comptes bancaires. Quand elle tente de retirer de l'argent du compte on le lui refuse. Elle se rend compte alors que le compte est ouvert sous un faux nom, celui du joueur de baseball de la carte.
À l'aide du répertoire bancaire international, elle réussit à décoder tous les comptes et retire ainsi de l'argent au Panama, aux Bahamas et îles Cayman. L'avant-dernière carte la conduit à Berlin où on ne lui remet que 750 marks. La guichetière lui explique que le solde a été versé sous forme de chèque de banque à une société située dans l'est de la ville : EDK Technik. Se rendant dans les locaux de la société, Bessie apprend de la part du directeur qu'ils fabriquent de l'encre pour stylo à billes.
La dernière carte la conduit à Athènes où on lui apprend que le compte est clôturé mais que le coffre est néanmoins toujours attribué, mais il ne contient qu'une nouvelle carte de baseball. La guichetière, voyant Besisie désemparée, lui confie qu'une entreprise de transport maritime locale (Kolatos Shipping Company) a encaissé une partie de l'argent de Johnny et que le reste a été câblé au Caire.
Au Caire elle découvre par hasard que l'un des sacs débarqués fuit, elle profite de l'absence momentanée des dockers pour l'inspecter et trouve au milieu des graines destinées à l'aide alimentaire, un carton contenant une bouteille cassée de chlorure de thionyle, un produit pouvant constituer une arme chimique dangereuse.
Bessie, qui s'était liée d'amitié au Mexique avec Fergus Lamb, le coordinateur de l'aide alimentaire, le retrouve tenant une conférence au Caire. Elle l'informe de ce qu'elle a trouvé dans le sac. Celui-ci demande une explication à son comptable qui lui répond que c'est par ce moyen qu'il peut financer le convoyage de l'aide alimentaire.
Finalement Bessie retrouve Johnny qui lui explique qu'il a été obligé de simuler sa propre mort pour échapper aux tueurs qui étaient à ses trousses. Ils font l'amour mais après leur relation se dégrade quand Johnny déclare n'avoir aucun scrupule à trafiquer des produits chimiques mortels. Bessie s'enfuit et se fond dans la fête foraine toute proche, Johnny parvient à la retrouver, mais alors qu'il la menace, il est abattu par des tueurs.
Le film se termine par le retour de Bessie aux États-Unis avec ses enfants, tandis que Fergus s'apprête à la rejoindre.

## Fiche technique
- Réalisateur : Graeme Clifford
- Producteurs : Haruki Kadokawa, Lloyd Phillips, Hiroshi Sugawara
- Scénario : Robert Dillon, Michael Thomas (en)
- Musique : John Barry
- Photographie : László Kovács
- Distributeur : Miramax Films
- Dates de sortie : 
  -  Japon 12 décembre 1992
  -  Royaume-Uni 30 avril 1993
  -  États-Unis 29 octobre 1993
- Durée : 90 minutes (sortie en salles) 111 minutes (DVD)

## Distribution
- Andie MacDowell (VF : Odile Cohen) : Elizabeth "Bessie" Faro
- Liam Neeson (VF : Richard Darbois) : Fergus Lamb
- Viggo Mortensen (VF : Dominique Collignon-Maurin) : Johnny Faro
- Jack Thompson (VF : Jacques Frantz) : Ed le comptable de l'aide alimentaire
- Amy Van Nostrand : Marge Swimmer, la voisine des Faro
- Pedro Gonzalez Gonzalez : l'oncle Jorge
- Paul Spencer : Johnny Faro (enfant)
- Chad Power : Niles Faro